# Copidosoma naurzumense
Copidosoma naurzumense är en stekelart som beskrevs av Sharkov, Katzner och Bragina 2003. Copidosoma naurzumense ingår i släktet Copidosoma och familjen sköldlussteklar.
Artens utbredningsområde är Kazakstan. Inga underarter finns listade i Catalogue of Life.